# 行徳可動堰

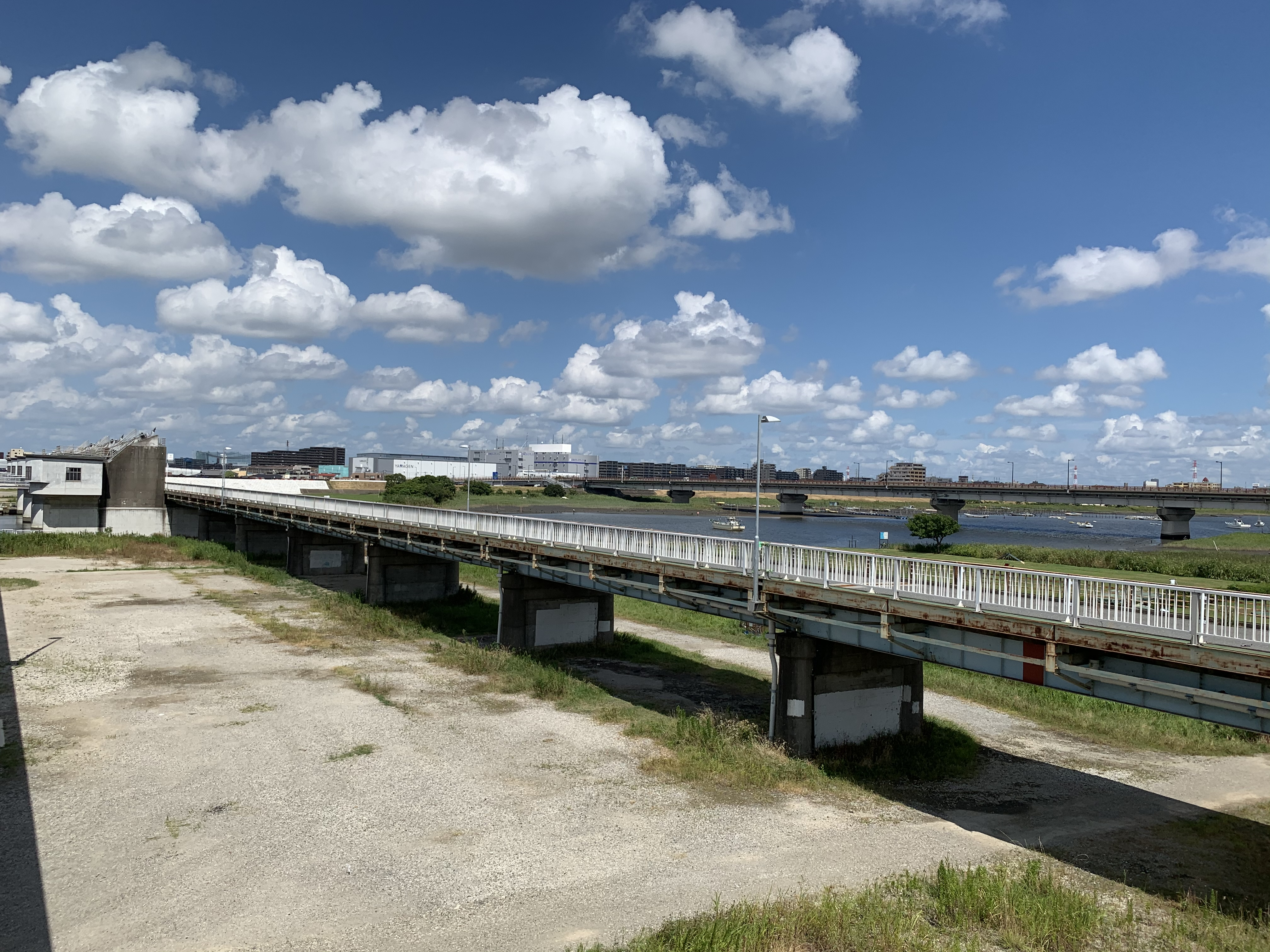
行徳橋の旧橋梁。画像左に見えるのが可動堰部分。

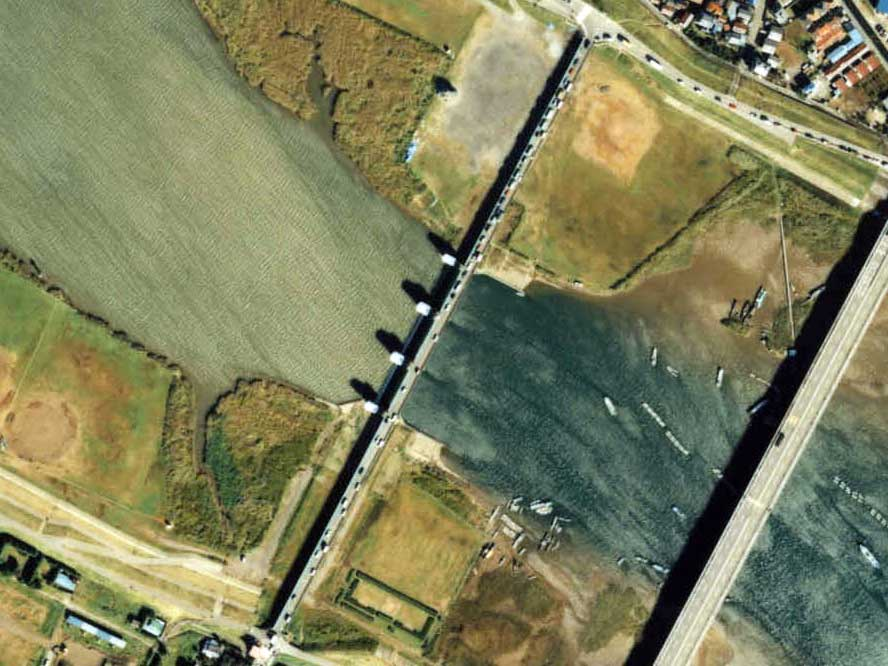
航空写真（1989年）。画面右端は新行徳橋。

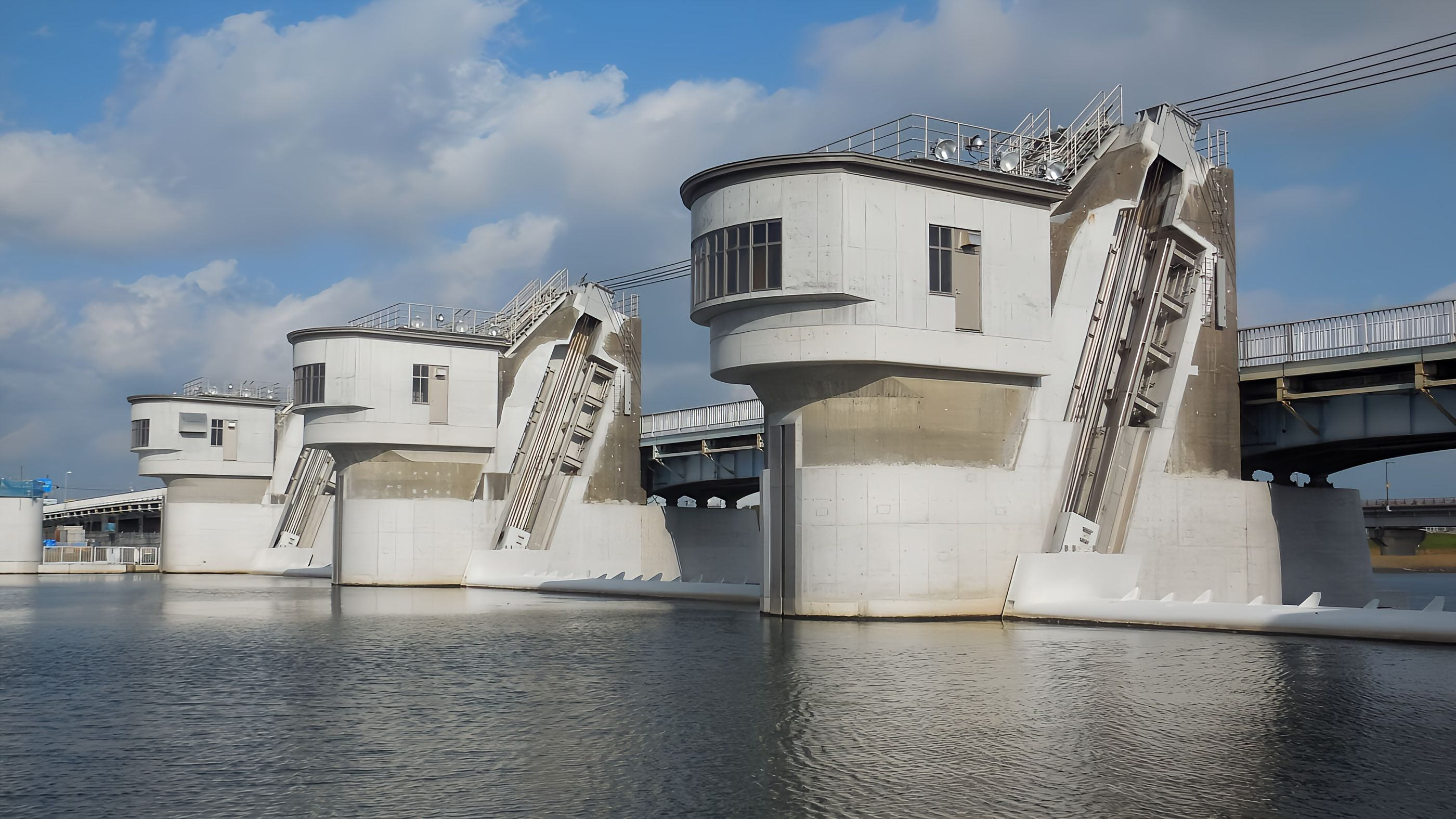
行徳可動堰 至近からの撮影

行徳可動堰（ぎょうとくかどうぜき）は、千葉県市川市に位置し、江戸川（江戸川放水路）を仕切る堰である。江戸川の河口近くに位置するため江戸川河口堰とも呼ばれる。1950年に着工し、1957年3月に竣工した。かつては行徳橋と一体構造であった。
地盤沈下のため、1975年から1977年にかけてゲートのかさ上げ工事を行っている。
なお、竣工後50年以上を経て老朽化していた為、2010年度から5年間をかけてゲート設備の更新と堰柱の耐震補強対策を実施した。

## 概要
江戸川河口より3.2kmの地点に位置する。
1911年に利根川改修計画が改訂され、利根川と関連して江戸川の流量を増やすために川幅の拡幅工事が行われた。しかし、行徳付近から河口までの間は蛇行している上に、当時既に都市化が進み民家などが多く、川幅の拡幅工事が行えなかったため、新たに行徳付近から東京湾に向けて直線状の放水路（江戸川放水路）を掘削することになった（1916年着工、1919年竣工）。これと同時に放水路入口に堰（行徳堰）が設けられ、行徳可動堰の前身となった。
しかし、行徳堰は固定式の堰であったため、台風などの洪水時の流下量増大に対処する事が出来ず、1947年のカスリーン台風（キャサリン台風）襲来の教訓から江戸川放水路の流下能力増大のため、1950年に可動式の堰が着工され1957年に完成した。これが行徳可動堰である。

## 目的
行徳可動堰には利水と治水の2つの目的がある。
利水については、

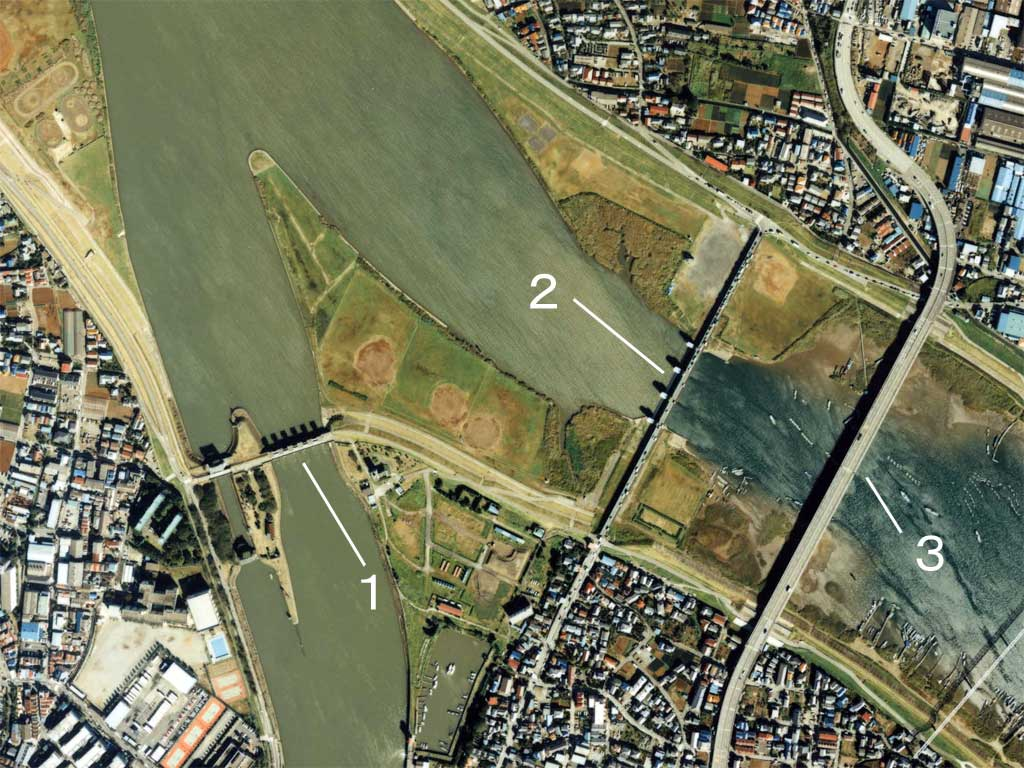
周囲の航空写真（1989年）。行徳可動堰のすぐ上流に江戸川と旧江戸川の分岐があるのがわかる。1.江戸川水閘門 2.行徳可動堰 3.新行徳橋

1. 海水の溯上を防止し上流での塩害の発生を防ぐ
2. 江戸川水閘門と連動して渇水時でも水位を保ち取水できるようにし、東京都と千葉県の農工業用水や約760万人分の上水道水源を確保する

という目的がある。
また、治水については、洪水時にゲートを開放し、江戸川放水路に大量の水を流す事によって周辺での河川氾濫を防止している。

## 改修の検討について
行徳可動堰は竣工後50年以上が経ち、海水によってゲートが腐食するなどの老朽化が進行しているほか、その構造上、川幅を狭めてしまうため上流での水位上昇の危険が指摘されている。このため改修が検討され、平成5年度に堰を全面改築し、現存する堰の上流170m付近に新たな可動堰を設置する事業案が採択された。
しかし堰周辺にある絶滅危惧種であるヒヌマイトトンボの生息地や干潟などをどう保全していくかが課題となり、平成21年度の事業再評価により既存の堰を部分改築し、既存施設の有効活用を図るとともに堰周辺の自然環境に与える影響範囲を最小限に留めるように計画変更された。
これにより行徳可動堰の老朽化対策・耐震対策工事が行われ、平成26年度に完成した。また狭隘な行徳橋を堰の管理橋としていることも問題となり、当初は管理橋を単独で架設する計画であったが東日本大震災を契機に行徳橋架替えと管理橋架設を共同で行うことで千葉県と合意した。平成26年度より架替え工事が始まり、令和2年に開通した。